# Mezősomlyó
Mezősomlyó, 1904-ben Nagysemlak (románul: Șemlacu Mare, németül: Großschemlak, Kissemlakon Morawa, szlovákul: Morava) falu Romániában, a Bánátban, Temes megyében.

## Nevének eredete
1906-ban a Sümeg (románul: Șumigu) hegy és a Berzava között, a mai Gátaljától délnyugatra létezett középkori mezőváros nevét elevenítették fel. Ezt a nevet a középkori település a Sümeg hegyről kapta, amelyet korábban Somlyó-nak hívtak. 1152-ben Mezeusumlusiensi, 1278-ban Mezeusumlov, 1290-ben Mezew Sumulo, 1322-ben Mezewsomlyo alakban említették. A Somlyó névtől a mai helyén, a Sümegtől délkeletre fekvő település Semlak nevéig vezető hangtani fejlődés nyomon követhető: 1554-ben egy török defterben Šımlik-i 'Atiq ('Ósimlik'), 1569-ben varoš-i Sımlik, 1597-ben Somlyug, 1700 után Semlyung, 1723-ban Semlak, 1723–25, Scemluk, 1761-ben Schwemlak, 1828-ban Nagy Schemlak. A szomszédos Kissemlak német lakossága által használt Morawa név először 1597-ben tűnt fel, az akkori Somlyug másik neveként.

## Fekvése
Temesvártól 65 kilométerre délkeletre fekszik.

## Népesség

### A népességszám változása
Népességszáma 1880 és a második világháború között ezer fő körül ingadozott, azóta azonban kevesebb mint felére csökkent.

### Etnikai és vallási megoszlás
- 1880-ban 973 lakosából 726 volt román, 106 szlovák, 54 német és 41 magyar nemzetiségű; 762 ortodox, 113 evangélikus, 64 római katolikus, 20 református és 14 zsidó vallású.
- 2002-ben 398 lakosából 356 volt román, 16 magyar, kilenc szlovák, hét német és hét cigány nemzetiségű; 351 ortodox, 11 pünkösdista, kilenc római katolikus, legalább nyolc evangélikus, hét református és öt görögkatolikus vallású.

## Története
A középkorban a mai falutól északnyugatra, a Sümeg hegy túloldalán fekvő Mezősomlyóban IV. Béla alapított Becket Szent Tamásnak szentelt ágostonos kolostort. A kolostor tulajdonai között 1330-ban felsoroltak egy Szent Szalvátor-templomot, egy Szent Szűz-kápolnát a Berzava szigetén és egy malmot a Berzaván. Mezősomlyó mezőváros és Krassó vármegye törvénykezési helye volt. A 14–16. században a Sümegen királyi vár állt Kissomlyó néven. (A név Verseccel állt párhuzamban, amelyet Érsomlyónak hívtak.) 1552-ben a törökök foglalták el. A hódoltság végére vára romba dőlt, a település elpusztult. 1777-től az Ostojić/Osztoics család birtokközpontja volt. 1779-ben Temes vármegyéhez csatolták. A szlovák és német evangélikusok temploma 1865-ben, a román ortodoxoké 1886-ban épült.

## Látnivalók
- A Sümeg hegyet a szocialista rendszer idején bunkerekkel építették be. Valószínűleg ekkor pusztították el az egykori Kissomlyó vár nyomait, amelyeket a régészek sem tudtak azonosítani.